# 坂野由梨
坂野 由梨（さかの ゆり、1989年8月10日 - ）は、日本のAV女優。
趣味・特技：ゴルフ。

## 略歴
2011年3月1日に『FIRST IMPRESSION 49』でAVデビュー。

## 出演作品

### アダルトビデオ
2011年
- FIRST IMPRESSION 49（3月1日、アイデアポケット）
- GALACTIVE ギャラクティブ　6SEX（4月1日、アイデアポケット）
- 究極のパンストフェチエロティクス（5月1日、アイデアポケット）
- TOKYO 25時 04（6月1日、プレステージ）
- シロウトはんたー 02（6月10日、プレステージ）
- 働くオンナ2 Vol.01（6月21日、プレステージ）
- 本日 宿泊可!! GIRL.16,17（6月21日、プレステージ）共演：ありさ
- 隣に住んでいる美人お姉さんの、熱い接吻と抱擁（6月25日、美）
- 完全主観！職業：会社社長と偽ったら女が急に目の色を変えて食いついて来たのでヤってやった（7月1日、プレステージ）…オムニバス作品 他出演：愛内梨花、愛純彩
- あいつのヤリ部屋公開します！ 6（7月12日、プレステージ）…オムニバス作品 他出演：仁科百華、川合まゆ
- 現役キャバ嬢がドレスを脱いだとき…4時間 5 欲望の枕営業編（8月12日、BAZOOKA）…オムニバス作品 他出演：小倉莉音、ゆう、水輝さや、長谷川しずく
- ザーメン500連発の洗礼（8月25日、ダスッ!）
- 女教師本物中出し（8月25日、本中）
- 現役女子大生専門エロ動画ファイル（9月13日、プレステージ）